# Мост Женщины
Пуэ́нте-де-ла-Мухе́р (мост Женщины или Женский мост, исп. Puente de la Mujer) — поворотный мост, сооружённый по проекту испанского архитектора Сантьяго Калатравы в Буэнос-Айресе (Аргентина). Это единственное сооружение Калатравы в Южной Америке пересекает Док 3 (исп. Dique 3) и соединяет небольшие улицы Пьерина-Деалесси (исп. Рierina Dealessiy) и Мануэлы Горрити (исп. Manuela Gorriti) в городском районе Пуэрто-Мадеро.

## История
Идея сооружения моста принадлежала предпринимателю Альберто Гонсалесу, члену медицинской кампании «Grupo Madero», который выделил на его строительство около $6 миллионов. Гонсалес поручил проект будущего моста знаменитому испанскому архитектору и инженеру Сантьяго Калатраве. Мост был сооружён компанией «Urssa», специализирующейся на стальных конструкциях, в городе Витория, в Стране Басков (Испания), из-за того, что сталь необходимая для моста не производилась в Аргентине.
Дизайн моста, по замыслу Калатравы, символизирует пару, танцующую танго. Своё имя мост получил из-за большого количества улиц района Пуэрто-Мадеро, названных в честь известных женщин.
Строительство моста началось в 1998 году, а открыт он был 20 декабря 2001 года.

## Описание

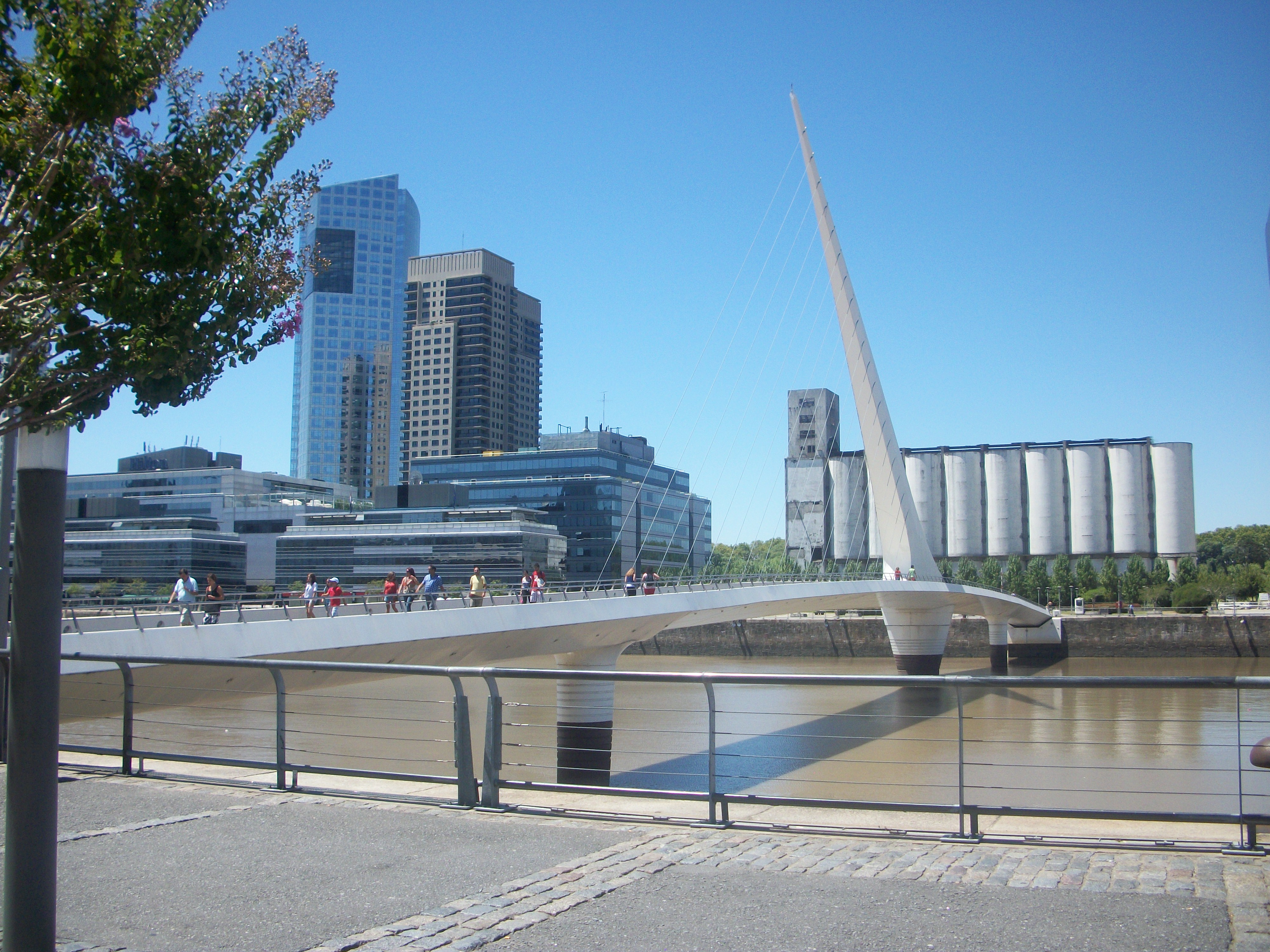
Мост в качестве туристической достопримечательности Буэнос-Айреса на фоне Torre YPF.

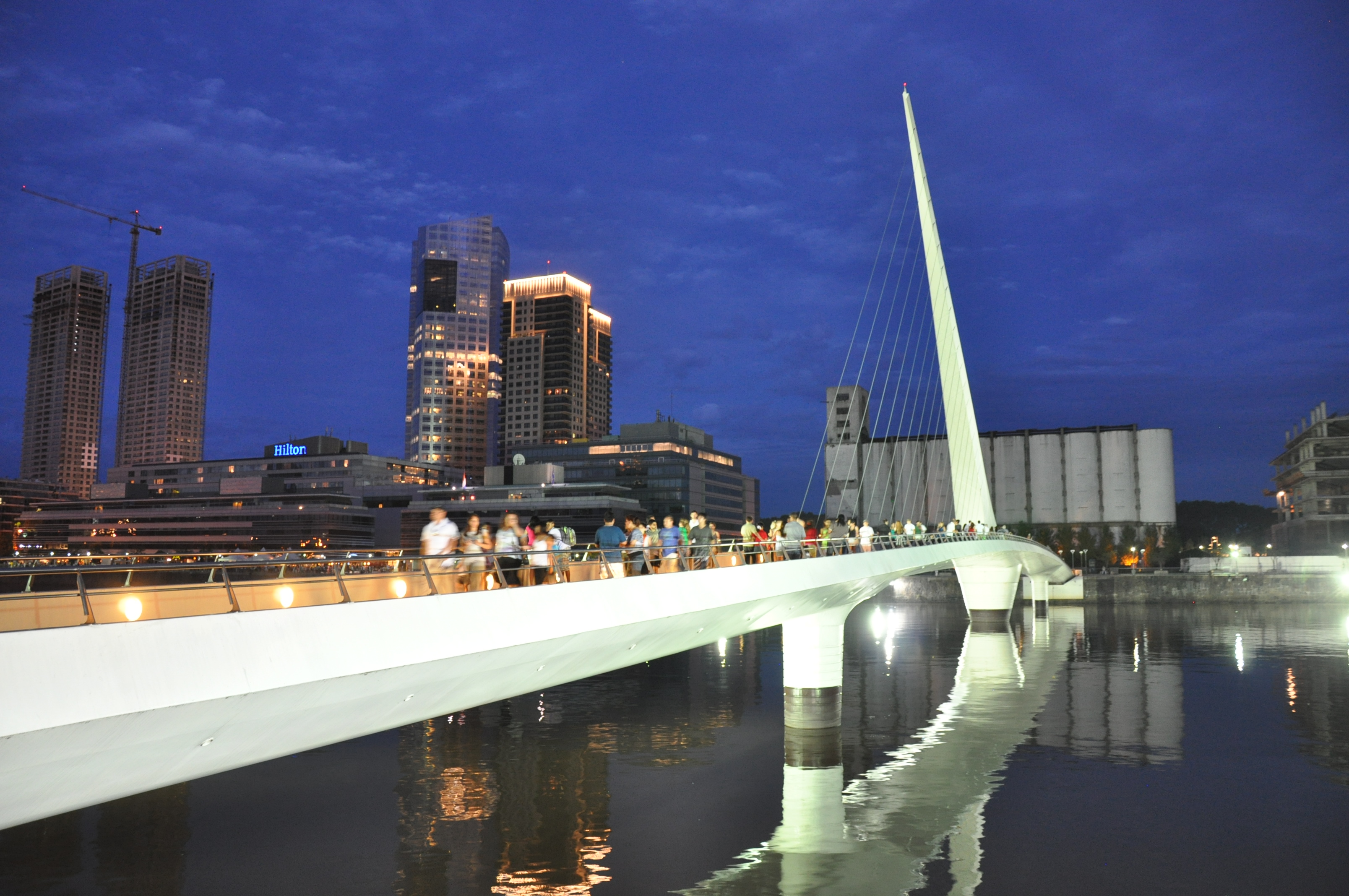
Мост ночью.

«Мост женщины» — пешеходный, имеющий общую длину в 170 м и ширину в 6,20 м, разделён на 3 секции: 2 неподвижные по обоим берегам (длиной в 25 и 32,5 м) и одну среднюю, вращающуюся на белой бетонной опоре, позволяющую за две минуты освободить проход для проплывающих судов. Средняя вращающаяся секция поддерживается металлической «иглой» с бетонной сердцевиной. Высота «иглы» составляет примерно 34 метра. Кабели, поддерживающие среднюю секцию моста, соединяются с «иглой», наклонённой под углом в 39°. Из воды выступает специальная опора, уравновешивающая дальний конец средней секции при её повороте на 90°. Компьютерная система, располагающаяся на восточном конце моста, при необходимости включает поворотный механизм.
Внешне мост Пуэнте-де-ла-Мухер схож с мостом Сэмюэла Беккета в Дублине (Ирландия) и мостом Аламильо в Севилье (Испания), спроектированными также Сантьяго Калатравой.